# 1. пролетерска дивизија НОВЈ
Прва пролетерска ударна дивизија била је дивизија Народноослободилачке војске Југославије, формирана 1. новембра 1942. у Босанском Петровцу, наредбом Врховног штаба НОВ и ПОЈ од Прве пролетерске бригаде, Треће пролетерске санџачке бригаде и Треће крајишке бригаде. Приликом формирања имала је око 3.200 бораца. Први командант дивизије био је Коча Поповић, а политички комесар Филип Кљајић Фића.
Јуна 1943. из састава Дивизије изашла је Трећа санџачка бригада, а новембра 1943. у стални састав Дивизије ушла је Тринаеста пролетерска бригада Раде Кончар. У саставу Дивизије биле су још и Седма крајишка бригада, од средине јула до средине августа 1943; Осма црногорска бригада, од новембра 1944. до марта 1945; бригада „Италија“ (састављена од италијанских добровољаца) од октобра 1944. и Артиљеријска бригада од новембра 1944. године.
Крајем 1944. Дивизија је имала 12.367, а 15. априла 1945. године 11.775 бораца. Дивизија се до 9. новембра 1943. налазила у саставу Главне оперативне групе, потом у саставу Првог пролетерског корпуса и од 1. јануара 1945. у саставу Прве армије Југословенске армије. Сматрала се једном од елитних јединица НОВЈ.

## Борбени пут Прве пролетерске дивизије
Након формирања предузела је наступање према централној Босни. Од 19. новембра до 4. децембра 1942. године ликвидирала је гарнизоне у Ситници, Чађавици, Мркоњић Граду, Јајцу (у садејству са Трећом дивизијом), Скендер Вакуфу и Котор Вароши. Током јануара 1943. године заузела је Теслић и Прњавор.
Током Битке на Неретви у офанзиви у долину Неретве представљала је леву нападну колону, учествовала је у противудару код Горњег Вакуфа и у разбијању четника код Невесиња и Калиновика.
Током Битке на Сутјесци учествовала је у нападу у области Фоче крајем маја, и одиграла је главну улогу приликом пробоја обруча на Зеленгори, наневши тежак ударац 369. легионарској дивизији.
Трећа пролетерска бригада изашла је из састава дивизије 4. јуна 1943. године. Од 1. септембра дивизија је била у саставу Првог пролетерског корпуса. Од новембра 1943. у њен састав укључена је Тринаеста пролетерска ударна бригада „Раде Кончар“, с којом је прошла кроз оштре борбе током зимских операција 1944. године, операције „Реселшпрунг“, операције „Рибецал“, офанзиве у западној Србији септембра 1944, Београдске операције и Сремског фронта.
Прва пролетерска дивизија завршила је свој ратни пут 20. маја 1945. стационирањем у области Трста и Горице.

## Командни састав дивизије
- Команданти дивизије:
  - Коча Поповић — од формирања дивизије до новембра 1943.
  - Васо Јовановић — од октобра 1943. до краја рата
- Политички комесари дивизије:
  - Филип Кљајић Фића — од формирања дивизије до јула 1943.[б]
  - Мијалко Тодоровић — од јула до новембра 1943.
  - Владимир Шћекић — од октобра 1943. до краја рата
- Начелници Штаба дивизије:
  - Васо Јовановић — од формирања дивизије до новембра 1943.
  - Момчило Ђурић — од новембра 1943. до октобра 1944.
  - Блажо Марковић — од октобра 1944. до краја рата